# Urodziny cesarza Japonii

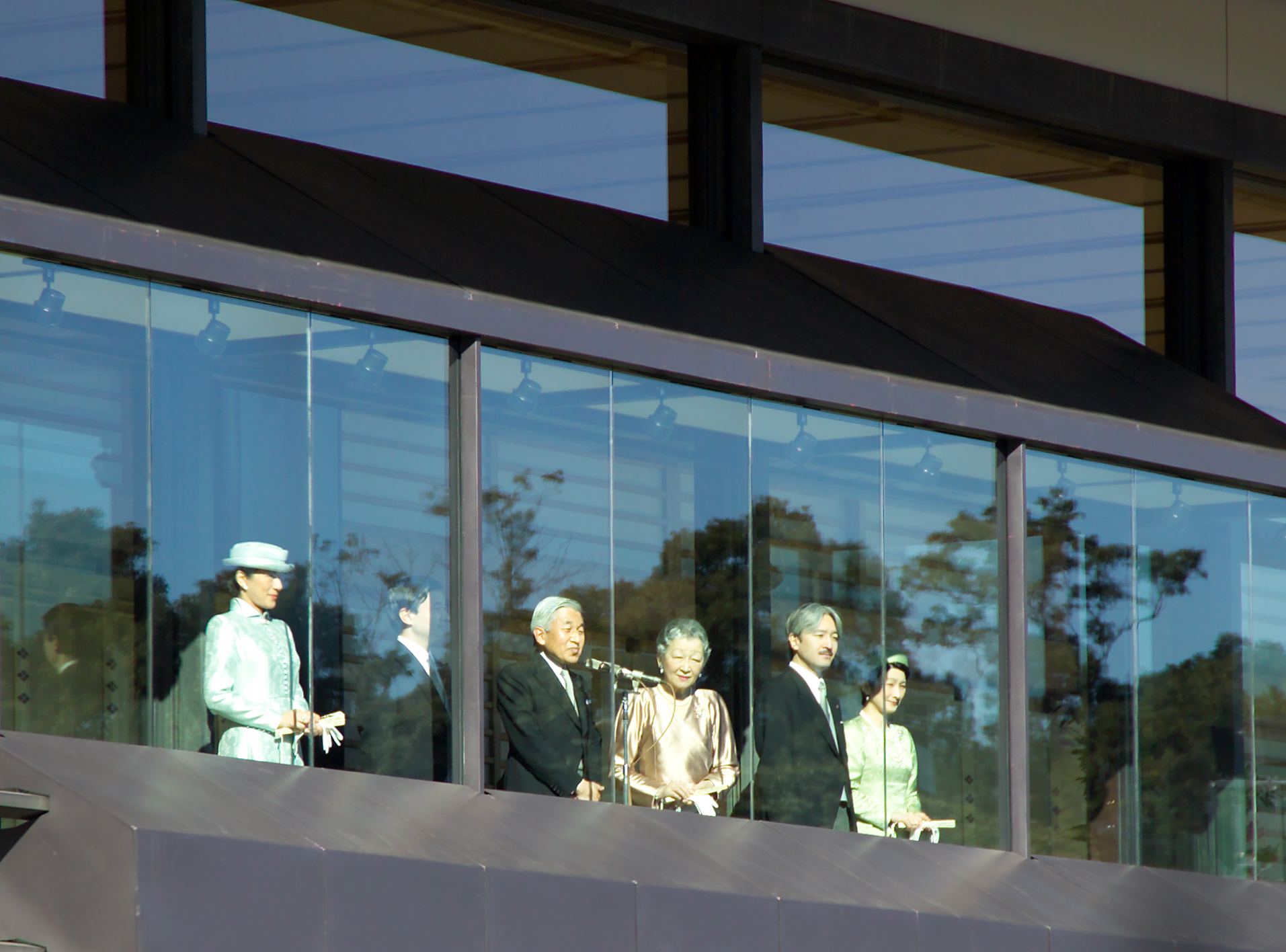
Rodzina cesarska pozdrawia zebranych, 2005

Urodziny cesarza (jap. 天皇誕生日 tennō tanjōbi) – święto narodowe w Japonii, przypadające w dniu urodzin panującego monarchy. 

## Zmiana daty obchodów święta
Dotychczas obchodzone święto w dniu 23 grudnia zostaje przeniesione w 2019 roku na dzień 23 lutego i jest obchodzone od 2020 roku. Jest to wynikiem abdykacji cesarza Akihito w dniu 30 kwietnia 2019 roku i intronizacji jego syna, cesarza Naruhito (ceremonie w dniach 1 maja i 22 października 2019 roku). Jest to wynikiem zasady, że wraz ze zmianą osoby cesarza święto narodowe obchodzone z okazji dnia jego urodzin przenosi się na dzień urodzin następcy. 

## Obchody święta
O godzinie 9:30 otwierana jest brama na teren kompleksu pałacowego dla osób, które pragną pozdrowić swojego monarchę (w ciągu roku wstęp na teren kompleksu jest bardzo ograniczony). Tłumy wiwatujących gromadzą się na placu przed pawilonem recepcyjnym o nazwie Chōwaden na terenie cesarskiego kompleksu pałacowego w Tokio. O godzinie 10:20 na balkonie pałacu pojawia się cesarz ze swoją rodziną. Tłum wznosi wówczas powtarzany okrzyk: Banzai!, co oznacza: Dziesięć tysięcy lat! (dla cesarza).

## Historia święta
W latach 1868–1948 dzień ten nosił nazwę Tenchō-setsu.
Dzień urodzin cesarza był ważnym dniem w Japonii właściwie od samego początku jej istnienia, był jednak obchodzony tylko w stolicy. Święto na nowo przybrało na znaczeniu pod koniec XIX wieku, podczas restauracji Meiji, kiedy nasilił się kult cesarza jako potomka bogów. 
W latach 1926–1989 święto było obchodzone w dniu 29 kwietnia, w dniu urodzin poprzedniego cesarza, Hirohito (Shōwa). Kiedy na tron wstąpił cesarz Akihito przesunięto święto na 23 grudnia. Dla uczczenia pamięci cesarza Hirohito, dzień 29 kwietnia został nazwany Dniem Zieleni, w 2007 roku zmieniono na Dzień Shōwa. W 2006 roku Dzień Zieleni przeniesiono na 4 maja.